# 李伯恩
李伯恩（1981年6月15日—），台灣台北人，創作型歌手。曾任原諒我大樂隊主唱，綠逗樂團鼓手。

李伯恩在中視第三屆《超級星光大道》比賽百人初選當中，以自創曲《真心話大冒險》於23秒內過關，並模仿節目製作人王偉忠；以其詼諧風格獲得注目。在第10集「我的出生年代」中，以羅大佑詞曲，蘇芮演唱的《是否》，取得20強資格。
在17集觀眾指定曲《You are Beautiful》遭淘汰，但在該集節目中大方對徐佳瑩告白，並且之後放棄參加敗部復活；自嘲為十名之外第一名。
與好友阿達組成「自由發揮」，在2010年發行首張專輯「自由發揮首張同名專輯」，在2011年以『死定了』MV入圍第22屆金曲獎-最佳音樂錄影帶獎，之後更為同家唱片公司的歌手吳建豪『命定』、梁文音『一百萬種親吻』、『孩子』與『黃色夾克』的MV操刀。

『自由發揮』在2011年發行第2張專輯「電影原聲帶」，2012年入圍第23屆金曲獎-最佳演唱組合獎。
『自由發揮』在2013年發行第3張專輯「跨出界」，專輯裡歌曲《打電影》入圍第50屆金馬獎-最佳原創電影歌曲獎。
2014年為葛仲珊&安心亞『自拍』音樂MV擔任導演，並在2015年入圍第26屆金曲獎-最佳音樂錄影帶獎。
2024年與謝乾乾參與緯來電視台節目「夜市王」製作。

## 代表作品

### 電視劇
| 播出期間   | 戲劇名稱     | 角色   |
| ---------- | ------------ | ------ |
| 2009-08-19 | 閃亮的日子   | 方以平 |
| 2014-02-02 | 愛情來的時候 | 警 察  |

### 電影
| 上映期間 | 電影名稱       | 角色   |
| -------- | -------------- | ------ |
| 2010年   | 愛你一萬年     | 小基   |
| 2012年   | 變身           | 導演   |
| 2013年   | 阿嬤的夢中情人 | 主持人 |
| 2015年   | 台北夜游團團轉 | 阿輝   |

### 錄音室合輯
| 發行順序 | 資料 | 曲目                                       |
| -------- | --- | ------------------------------------------ |
| 1st      | 《真幸福 TRUE HAPPINESS》 林羿翧Mae Lin詞曲創作專輯 - 發行日期：2014年2月21日 - 唱片公司：祥福文創 - 語言：國語 | 演唱曲目 1. 同一隻手同一張口 2. 提摩太前書 |

### 音樂單曲
| 發行日期                 | 專輯名稱               | 曲目                                             |
| ------------------------ | ---------------------- | ------------------------------------------------ |
| 2004-01 台灣基督長老教會 | 搖滾主耶穌（合輯）     | 《創世紀》詞／曲／演唱：李伯恩                   |
| 2008 校園書房            | 2008台灣暢銷CCM TOP 10 | 《我的時間 my time》詞／曲：朱約信；演唱：李伯恩 |

### 音樂錄影帶導演
- 2010年自由發揮《死定了》/《歡迎光臨》/《告白》/《姊姊》
- 2011年自由發揮《3D舞力全失》/《寶萊情緣》/《我是鬼》
- 2011年吳建豪《命定》
- 2011年梁文音《孩子》/《一百萬種親吻》
- 2012年梁文音《黃色夾克》
- 2012年邰正宵《再一秒就好》
- 2012年庾澄慶《我要給你》
- 2013年自由發揮《ABC》/《GYM》/《救救火》/《偉大的作曲家》/《穿越時空愛上你》
- 2013年吳建豪《Love Overtime》
- 2013年洪敬堯《慢樂》
- 2013年莫文蔚《娘娘駕到》
- 2014年葛仲珊&安心亞《自拍》
- 2014年潘瑋柏《打呼》
- 2014年王心凌《天使的偏執》
- 2014年辰亦儒《還在夏天呢》/《愛來無恙》
- 2014年莊鵑瑛《交換身份》
- 2014年蕭敬騰《吻我吧》/《跟我玩
- 2014年BOXING樂團《山上拉釘人》
- 2014年Shiny《牆》
- 2015年大嘴巴《Funky那個女孩》
- 2015年葛仲珊《甩一甩》
- 2015年任家萱《一人水一項》
- 2015年蘇打綠《Everyone》/《痛快的哀艷》/《下雨的夜晚》/《他舉起右手點名》/《未了》
- 2016年Lulu《好喜歡你》
- 2017年阿達《上班不要跟我聊夢想》
- 2017年陳芳語&葛仲珊《家在哪裡》
- 2018年梁文音《還好》/《轉折》
- 2018年三個人《卡關》
- 2019年葛仲珊《Simple》
- 2020年蘇打綠《Tomorrow Will Be Fine》
- 2021年曹楊《妳說妳還不了》
- 2021年曹楊&派偉俊《玩家》
- 2021年魚丁糸《在世界的盡頭大聲地說我恨你》
- 2021年薛之谦《迟迟》
- 2022年吳青峰《(......催眠大師)》
- 2023年艾薇《癡心無名氏》
- 2023年梁文音《再一組就好》
- 2023年陶喆《活該》
- 2023年梁文音&羅時豐《時間到》
- 2024年陶喆《星心》
- 2024年蘇打綠《狂熱 Fever（Live in The Pool）》
- 2024年蘇打綠《包圍 Surround（Live in The Pool）》
- 2025年陶喆《千言萬語》

## 超級星光大道第三屆演唱歌曲
| 集數 | 節目單元名稱        | 比賽曲目              | 歌曲介紹                                              | 原唱        | 分數 | 備註                                                           |
| 1    | 百人初選（上）      | 《真心話大冒險》      | 詞／曲：康踢／李伯恩                                  | 自創曲      | 15   | 開場僅用時23秒即過關                                           |
| 4    | 男女PK賽（下）      | 《愛的初體驗》        | 詞／曲：張震嶽                                        | 張震嶽      | 18   | 過關，與張豪同分晉級                                           |
| 5    | 電視劇主題曲指定賽  | 《曖昧》              | 詞／曲：姜憶萱／顏璽軒                                | 楊丞琳      | 16   | 過關                                                           |
| 7    | 海外選手資格賽Part2 | 《是你嗎》            | 詞／曲：李伯恩                                        | 自創曲      | 18   | 過關                                                           |
| 8    | 海外選手資格賽Part3 | 《悶嗎》              | 詞／曲：李伯恩                                        | 自創曲      | 18   | 過關                                                           |
| 9    | 我出生年代歌曲      | 《是否》              | 詞／曲：羅大佑                                        | 張艾嘉      | 16   | 過關                                                           |
| 10   | 我的主打歌          | 《Better Man》        | 詞／曲：羅比•威廉斯                                   | 羅比•威廉斯 | 16   | 過關                                                           |
| 11   | 評審指定曲          | 《點菸》              | 詞／曲：伍佰                                          | 伍佰        | 16   | 過關                                                           |
| 12   | 合唱指定賽          | 《壞壞惹人愛》        | 詞：娃娃（陳玉貞）／曲：Keith Stuart                  | 信／戴愛玲  | 18   | 過關，與林芯儀合唱                                             |
| 13   | Unplugged指定賽     | 《What I've Done》    | 詞／曲：聯合公園                                      | 聯合公園    | 17   | 過關                                                           |
| 14   | 肢體考驗賽          | 《雙節棍》            | 詞／曲：方文山／周杰倫                                | 周杰倫      | 20   | 過關                                                           |
| 15   | 學長姐合唱賽        | 《Opera#2》改編曲     | 詞／曲：李伯恩、魏如昀／Vitas                         | Vitas       | 15   | 失敗，與魏如昀合唱                                             |
| 16   | 藝人合唱賽          | 《千年之戀》          | 詞：方文山／曲：Keith Stuart                          | 信／戴愛玲  | 15   | 失敗，與戴愛玲合唱                                             |
| 17   | 觀眾指定曲          | 《You are Beautiful》 | 詞：／曲：James Blunt，Sasha Skarbek and Amanda Ghost | James Blunt | 15   | 淘汰                                                           |
| 25   | 冠軍積分賽Part2     | 《最後一面》          | 詞／曲：徐佳瑩、李伯恩                                | 自創曲      | 25   | 已淘汰，在老戰友合唱部分與徐佳瑩合唱，獲得滿分，亦為本集最高分 |

## 獎項記錄
| 年份 | 屆次                   | 作品                   | 獎項               | 入圍                   | 結果 |
| ---- | ---------------------- | ---------------------- | ------------------ | ---------------------- | ---- |
| 2011 | 第5屆 Freshmusic Award | 自由發揮《自由發揮》   | 最佳新團體         | 自由發揮《自由發揮》   | 獲獎 |
| 2011 | 第22屆金曲獎           | 自由發揮《自由發揮》   | 最佳音樂錄影帶獎   | 自由發揮〈死定了〉     | 提名 |
| 2011 | MTV封神榜音樂獎        | 自由發揮《自由發揮》   | 2011 MTV十大人氣王 | 自由發揮《自由發揮》   | 獲獎 |
| 2012 | 第23屆金曲獎           | 自由發揮《電影原聲帶》 | 最佳演唱組合獎     | 自由發揮《電影原聲帶》 | 提名 |
| 2013 | Hito流行音樂獎         | 自由發揮《跨出界》     | Hito潛力團體       | 自由發揮《跨出界》     | 獲獎 |
| 2013 | 第50屆金馬獎           | 電影《阿嬤的夢中情人》 | 最佳原創電影歌曲   | 自由發揮〈打電影〉     | 提名 |
| 2015 | 第26屆金曲獎           | 葛仲珊&安心亞〈自拍〉  | 最佳音樂錄影帶獎   | 葛仲珊&安心亞〈自拍〉  | 提名 |

## 外部連結
- YouTube上的李伯恩頻道
- 自由發揮OneTwoFree官方粉絲專頁的Facebook專頁
- 自由發揮OneTwoFree的新浪微博